# Hackleburg
Hackleburg – miasto w Stanach Zjednoczonych, w stanie Alabama, w hrabstwie Marion. W roku 2023 miasto zamieszkiwało 1438 osób, a gęstość zaludnienia wynosiła 36,2 osoby/km².